# زندانی ۱۳
زندانی ۱۳ (انگلیسی: Convict 13) یک فیلم کوتاه کمدی به کارگردانی ادوارد اف. کلاین و باستر کیتون است که در سال ۱۹۲۰ منتشر شد.

## گزیدهٔ بازیگران
- باستر کیتون
- سی‌بل سیلی
- جو رابرتز
- ادوارد اف. کلاین
- جو کیتون
- لوئیز کیتون